# Пасевич, Роман Владимирович
Роман Владимирович Пасевич (бел. Раман Уладзіміравіч Пасевіч; род. 28 ноября 1999, Видзы, Витебская область) — белорусский футболист, полузащитник клуба «Сочи». Выступает на правах аренды в клубе «Мура».

## Карьера

### Начало карьеры
Воспитанник поставской футбольной академии ПМЦ. Первым тренером был Василий Никитович Грантовский. В возрасте 15 лет присоединился к клубу «Поставы», вместе с которым выступал на любительском уровне в чемпионате Витебской области. Параллельно также занимался в академии клуба «Ислочь». В феврале 2018 года присоединился к «Осиповичам», вместе с которыми стал выступать во Второй лиге. В июле 2018 года белорус отправился на просмотр в киевское «Динамо», которое вскоре покинул. В скором времени он присоединился к речицкому «Спутнику», вместе с которым также выступал в рамках Второй лиги. По итогу сезона вместе с клубом стал бронзовым призёром чемпионата, заработав прямое повышение в Первую лигу. По окончании сезона Пасевич покинул речицкий клуб.

### «Лида»
В феврале 2019 года на правах свободного агента Роман Пасевич присоединился к «Лиде», подписав контракт до конца сезона. Дебютировал за клуб 13 апреля 2019 года в матче против новополоцкого «Нафтана», выйдя на замену в начале второго тайма. Дебютными забитыми голами за клуб отличился 12 июня 2019 года в матче Кубка Беларуси против «Чисти», оформив дубль. Своим первым забитым голом в чемпионате отличился 6 июля 2019 года в матче против речицкого «Спутника». По итогу сезона вместе с клубом завершил чемпионат на итоговом седьмом месте в турнирной таблице. На протяжении сезона Пасевич выступал за лидский клуб в роли одного из основных игроков, отличившись 6 забитыми голами во всех турнирах. По окончании сезона покинул клуб в связи с окончанием срока действия контракта.

### «Неман» Гродно

#### Сезон 2020
В январе 2020 года он на правах свободного агента присоединился к гродненскому «Неману», подписав трёхлетний контракт. Начинал сезон вместе с основной командой клуба, однако постоянно оставался на скамейке запасных, выступая лишь за дублирующий состав. Дебютировал за новый клуб 7 июля 2020 года в матче против «Ислочи», выйдя на поле в стартовом составе, однако отыграл лишь 34 минуты, после чего был заменён обратно. Первым результативным действием за клуб отличился 25 октября 2020 года в матче против мозырской «Славии», отдав голевую передачу. По итогу сезона вместе с клубом завершил чемпионат на итоговом пятом месте в турнирной таблице. На протяжении сезона выступал за клуб в роли игрока замены, преимущественно оставаясь на скамейке запасных, отличившись своей единственной голевой передачей.

#### Сезон 2021 (аренда в «Сморгонь»)
Новый сезон начал 7 марта 2021 года с четвертьфинального матча Кубка Беларуси против солигорского «Шахтёра», выйдя на замену на 66 минуте. Первый матч в чемпионате Роман Пасевич сыграл 14 марта 2021 года против «Витебска», выйдя на поле в стартовом составе. Первым результативным действием за клуб отличился 29 мая 2021 года в матче против речицкого «Спутника», отдав голевую передачу. В июле 2021 года на правах арендного соглашения присоединился к «Сморгони», соглашение с которой было заключено до конца сезона. Дебютировал за клуб 17 июля 2021 года в матче против «Энергетика-БГУ», выйдя на поле в стартовом составе, также забив свой дебютный гол. Своим первым забитым дублем отличился 16 октября 2021 года в матче против «Витебска». По итогу сезона вместе с клубом завершил чемпионат на итоговом предпоследнем месте, вылетев в Первую лигу. По окончании срока арендного соглашения покинул сморгонский клуб.

#### Сезон 2022
В январе 2022 года вместе с гродненским клубом приступил к подготовке к новому сезону. Новый сезон начал с четвертьфинальных матчей Кубка Беларуси, где по сумме встреч победили могилёвский «Днепр». Первый матч в чемпионате сыграл 19 марта 2022 года против жодинского «Торпедо-БелАЗ», выйдя на поле в стартовом составе. В полуфинале Кубка Беларуси вместе с клубом уступили борисовскому БАТЭ, завершив своё выступление на турнире. Первым результативным действием в сезоне отличился 18 июня 2022 года в матче против могилёвского «Днепра», отдав голевую передачу. Дебютным забитым голом за клуб отличился 9 октября 2022 года в матче против мозырской «Славии». По итогу сезона вместе с клубом завершил чемпионат на итоговом девятом месте. В марте 2023 года сообщалось, что футболист покинул клуб из-за решения Министерства Спорта о запрете выступать в чемпионате. В июне 2023 года официально покинул гродненский клуб.

### «Уфа»
В июле 2023 года отправился в распоряжение российской «Уфы». В скором времени футболист официально подтвердил, что тот присоединился к российскому клубу. Официально 5 июля 2023 года на правах свободного агента стал игроком уфимского клуба, подписав контракт до конца сезона. Дебютировал за клуб 16 июля 2023 года в матче против песчанокопской «Чайки», выйдя на замену на 62 минуте. Дебютным забитым голом за клуб отличился 9 сентября 2023 года в матче против костромского «Спартака». Своим первым забитым дублем за клуб отличился 7 апреля 2024 года в матче против «Челябинска». В матче 3 июня 2024 года против клуба «Краснодар-2» отличился забитым хет-триком. По итогу сезона вместе с клубом стал победителем чемпионата, получив повышение в Первую лигу. По итогу сезона выступал за клуб в роли одного из ключевых игроков, отличившись 8 забитыми голами и 6 голевыми передачами.
В июне 2024 года продлил контракт с уфимским клубом. Первый матч в новом сезоне сыграл 15 июля 2024 года против владикавказской «Алании», выйдя на поле в стартовом составе. Своим первым забитым голом в сезоне отличился 21 июля 2024 года в матче против нижнекамского «Нефтехимика». По итогу первой половины чемпионата был признан лучшим игроком уфимского клуба, отличившись за этот период забитым голом и 4 голевыми передачами. В декабре 2024 года появилась информация, что игрок может стать игроком «Сочи». В скором времени было сообщено, что за футболиста было предложена сумма в размере 2 миллионов российский рублей или около 20 тысяч долларов в эквиваленте, на что представители «Уфы» отклонили предложение. В феврале 2025 года главный тренер уфимского клуба сообщил, что футболист сам желает сменить клубную прописку, перейдя в «Сочи».

### «Сочи»

#### Сезон 2024/25
В феврале 2025 года перешёл в российский клуб «Сочи», подписав контракт до конца июня 2026 года. Дебютировал за клуб 3 марта 2025 года в матче против саратовского «Сокола», выйдя на замену на 75 минуте. Первым результативным действием за клуб отличился 31 марта 2025 года в матче против красноярского «Енисея», отдав голевую передачу. Дебютным забитым голом за клуб отличился 3 мая 2025 года в матче против тульского «Арсенала», также отдав голевую передачу. По итогу сезона вместе с клубом завершил чемпионат на пятом месте, отправившись в стыковые матчи из-за неполучении лицензии новороссийским «Черноморцем». По итогу стыковых матчей вместе с клубом победил «Пари Нижний Новгород», также отличившись забитым голом, заработав право на повышение в российскую Премьер-лигу. На протяжении сезона выступал за клуб в роли одного из основных игроков, отличившись 2 забитыми голами и 2 голевыми передачами.

#### Аренда в «Муру»
В августе 2025 года агент футболиста сообщил о том, что игрок на правах арендного соглашения присоединился к словенскому клубу «Мура» до конца сезона, также включив опцию возможного выкупа. Официально 12 августа 2025 года присоединился на правах арендного соглашения к словенскому клубу, рассчитанного до конца сезона. Дебютировал за клуб 16 августа 2025 года в матче против клуба «Домжале», выйдя на замену на 61 минуте, также отличившись дебютным забитым голом в дополнительное время.

## Достижение
«Уфа»
- Победитель Второй лиги: 2023/24